# Robert Funaro
Robert Funaro (23 de enero de 1959) es un actor de cine, teatro y televisión estadounidense. Es conocido por interpretar a Eugene Pontecorvo en la serie Los Soprano; su último episodio en la serie, "Members Only", en donde fue protagonista, ganó un premio Emmy al "mejor episodio dramático" en 2006.
Funaro nació en Coney Island, Brooklyn, Nueva York. Es de ascendencia italiana; sus ancestros eran de Nápoles.